# Dendrophyllia

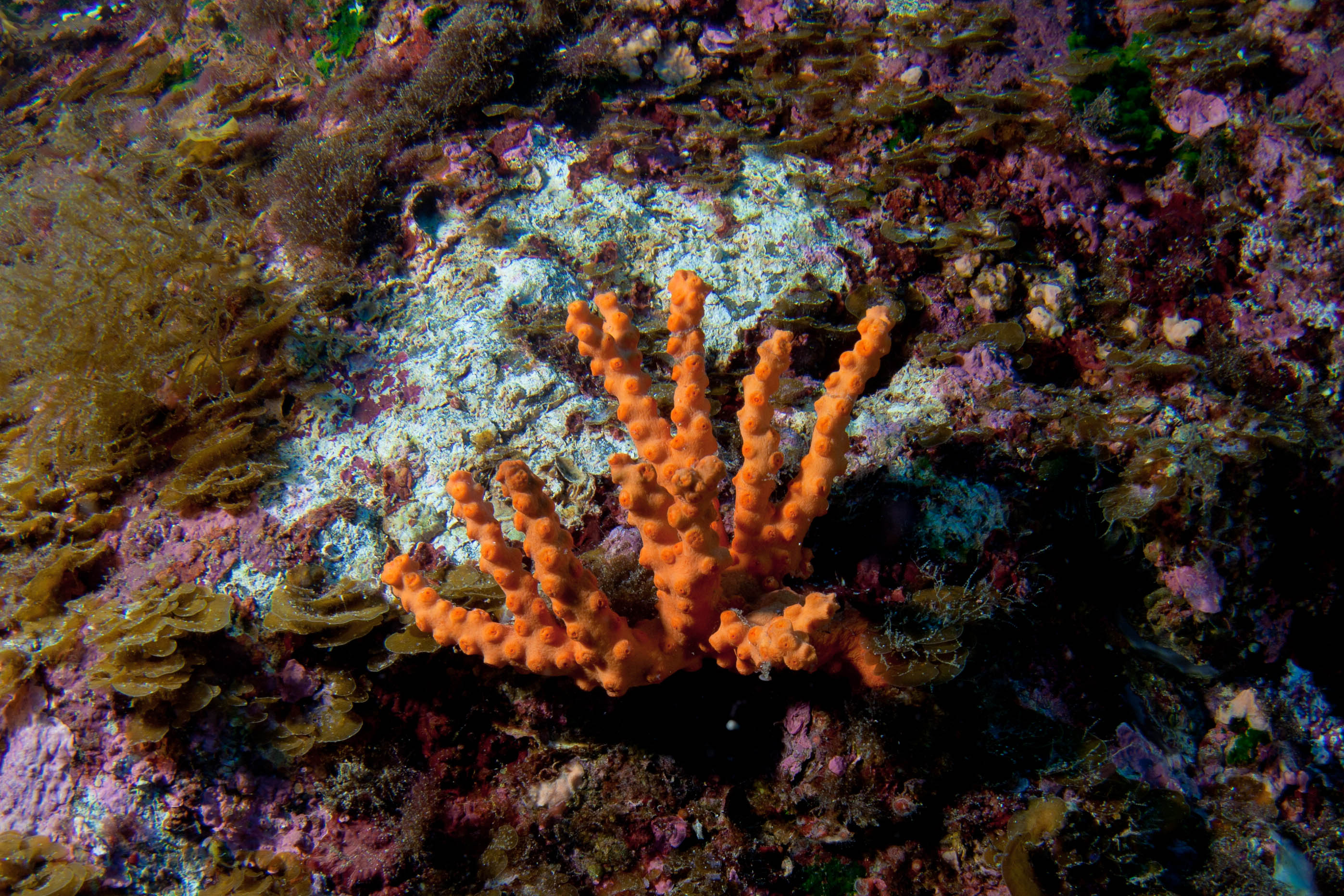
Dendrophyllia cribrosa, Sakata, Japón

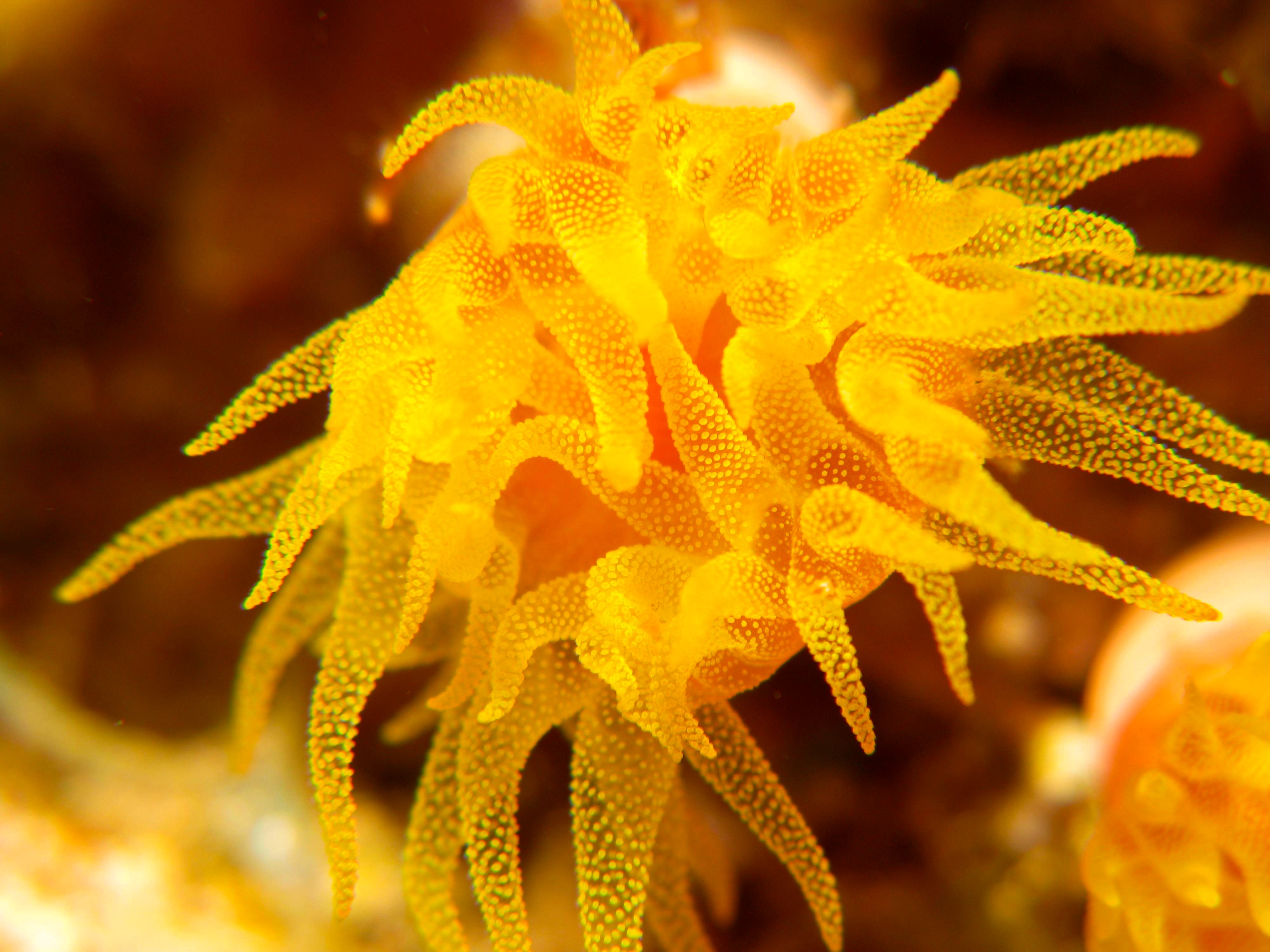
Pólipo de Dendrophyllia gracilis

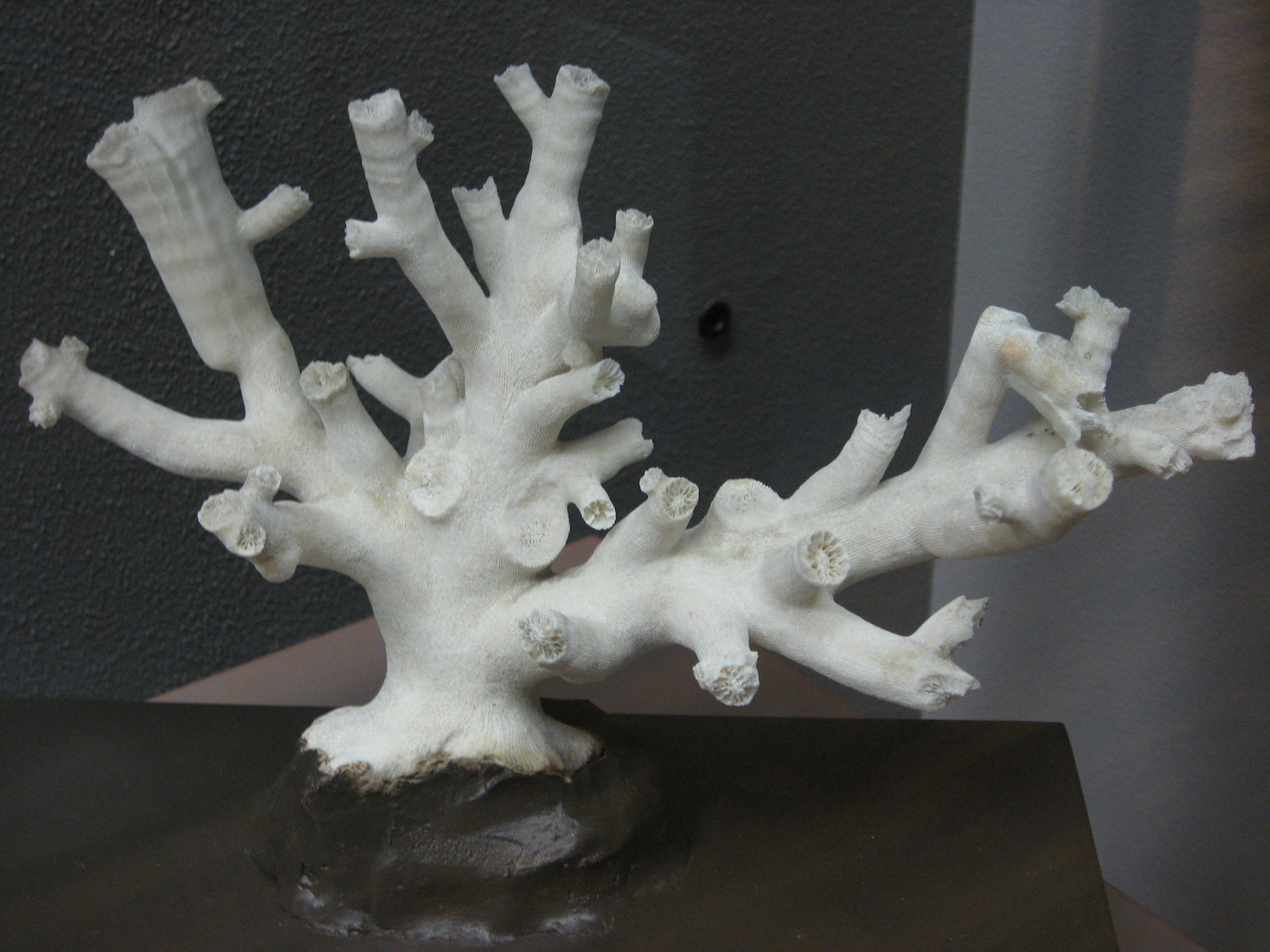
Esqueleto de Dendrophyllia ramea. Museo-Acuarium de Nancy. Francia.

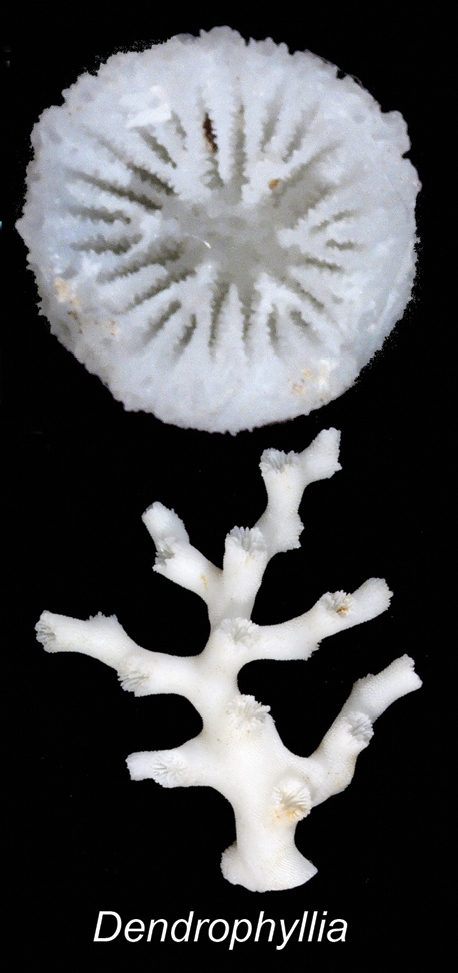
Vistas, superior del cáliz, y lateral del esqueleto de la colonia, de Dendrophyllia alcocki.

Dendrophyllia es un género de corales perteneciente a la familia  Dendrophylliidae, orden Scleractinia. 
Poseen esqueleto externo compuesto de carbonato cálcico. Son corales ahermatípicos, y carecen de zooxantelas simbiontes, como las similares especies emparentadas del género Tubastraea.

## Especies
El Registro Mundial de Especies Marinas reconoce las siguientes especies en el género:
- Dendrophyllia aculeata.  Latypov, 1990
- Dendrophyllia alcocki.  (Wells, 1954)
- Dendrophyllia alternata.  Pourtalès, 1880
- Dendrophyllia arbuscula.  van der Horst, 1922
- Dendrophyllia boschmai. van der Horst, 1926
- Dendrophyllia californica.  Durham, 1947
- Dendrophyllia carleenae.  Nemenzo, 1983
- Dendrophyllia cecilliana.  Milne Edwards & Haime, 1848
- Dendrophyllia cladonia.  van der Horst, 1927
- Dendrophyllia cornigera.  (Lamarck, 1816)
- Dendrophyllia cribrosa.  Milne Edwards & Haime, 1851
- Dendrophyllia dilatata.  van der Horst, 1927
- Dendrophyllia florulenta.  Alcock, 1902
- Dendrophyllia futojiku.  Ogawa & Takahashi, 2000
- Dendrophyllia granosa.  Studer, 1878
- Dendrophyllia ijimai.  Yabe & Eguchi, 1934
- Dendrophyllia incisa.  (Crossland, 1952)
- Dendrophyllia indica.  Pillai, 1969
- Dendrophyllia johnsoni.  Cairns, 1991
- Dendrophyllia laboreli.  Zibrowius & Brito, 1984
- Dendrophyllia minima.  Ogawa & Takahashi, 2000
- Dendrophyllia minuscula.  Bourne, 1905
- Dendrophyllia oldroydae.  Oldroyd, 1924
- Dendrophyllia paragracilis.  Ogawa & Takahashi, 2000
- Dendrophyllia radians.  (Wright, 1882)
- Dendrophyllia ramea.  (Linnaeus, 1758)
- Dendrophyllia robusta.  (Bourne, 1905)
- Dendrophyllia suprarbuscula.  Ogawa & Takahashi, 2000
- Dendrophyllia velata.  Crossland, 1952

- Dendrophyllia semiramea.  de Blainville, 1834 (nomen nudum)

## Morfología
El género cuenta con especies de pólipos solitarios y especies coloniales. Las especies del género no poseen zooxantelas, las algas simbiontes que conviven con la mayoría de los corales.
Las colonias de estos corales son de forma dendroide, o arborescentes. Pueden describirse como un grupo de pólipos individuales, los cuales poseen muchos tentáculos para cazar a sus presas. El tejido que recubre la colonia, o coenosteum, es de color naranja, amarillo, blanco o verde. Colonias de algunas especies alcanzan los 50 cm de altura.
Muy a menudo es confundido con el género Tubastraea, que pertenece a la misma familia. La principal diferencia entre los Dendrophyllia y los Tubastraea es el tamaño de las cabezas. Los Dendrophyllia poseen cabezas más grandes y generalmente los pólipos también son más grandes, alcanzando los 5 cm de diámetro. Desde hace 100 años o más, ambos géneros han sido confundidos uno con otro y algunos Tubastraea sp han sido originalmente clasificados como Dendrophyllia.
Los tentáculos de sus pólipos presentan células urticantes, denominadas nematocistos, empleadas en la caza de presas de zooplancton. Estos tentáculos generalmente son amarillos, pero pueden variar del negro a púrpura, pasando por el blanco, naranja, verde o rojo. Tan sólo se suelen extender por la noche o en condiciones mínimas de iluminación.

## Alimentación
Al no poseer zooxantelas, se alimentan exclusivamente del plancton que capturan con sus tentáculos durante la noche, y de materia orgánica disuelta en el agua. Esta característica del género, de no poseer algas simbiontes, es una excepción, junto al género Tubastraea, dentro del grupo de los corales duros del orden Scleractinia. 

## Reproducción
Son hermafroditas y producen larvas pelágicas nadadoras, fertilizadas internamente. Una vez expulsadas al exterior, las larvas deambulan por la columna de agua, arrastradas por las corrientes, antes de metamorfosearse en pólipos que se adhieren al sustrato y generan un esqueleto, comenzando su vida sésil. Las colonias se forman por reproducción asexual extratentacular.

## Hábitat y distribución
El género Dendrophyllia puede ser encontrado en casi todas las aguas y océanos; con especies subtropicales y tropicales. Se distribuye en el Indo-Pacífico y el Atlántico, incluido el mar Mediterráneo.
Profundidad: de 1 a 900 m, más frecuentemente a 28 m.
Suele encontrarse en montañas y lomas marinas, adherido a rocas o esqueletos de corales.

## Mantenimiento
Son de las especies difíciles de mantener en cautividad, ya que hay que alimentarlas diariamente con zooplancton y esto también entraña otra dificultad, el mantener el agua del acuario en los niveles adecuados de nitratos, fosfatos, etc.
Es preferible emplazarlas en zonas bajas y sin luz potente. La corriente deberá ser de moderada a fuerte.
Tan sólo se recomienda a acuaristas con experiencia y en acuarios maduros, con roca viva e impecable calidad de agua. Son necesarios cambios de agua, preferentemente semanales y del 5 % del volumen del acuario.